# Giuseppe Renda (scultore)
Giuseppe Renda (Polistena, 1859 – Napoli, 1939) è stato uno scultore italiano.

## Biografia
Giuseppe Renda nacque a Polistena nel 1859, figlio di Francesco e Clara Lagamba. Iniziò ad avvicinarsi alla scultura lavorando nella bottega dei fratelli Morani, nel 1874 si trasferìsce a Napoli, successivamente cominciò a studiare nell'accademia di belle arti di Napoli. Dove fu allievo di Tommaso Solari, Stanislao Lista e Gioacchino Toma. Nell'accademia vinse il concorso d'ammissione al Reale Istituto di Belle Arti di Napoli, cominciò a lavorare nella fabbrica di ceramiche di Cacciapuoti e Scotti a Capodimonte, come modellatore di pastori e figure.
Nel 1898 divenne direttore tecnico della fonderia Laganà di Napoli. Le sue esposizioni nazionali, a Palermo nel 1891 con Angelo caduto e Così mi ami, Milano 1894 con La Fortuna, Firenze 1896 con Prima ebbrezza, Torino 1898 con Voluttà, a Verona nel 1900 con Ondina. Prese parte anche a numerose mostre internazionali di Londra, San Pietroburgo, Barcellona, Vienna, riceve due medaglie d'oro, con Prima ebbrezza (nel 1896 a Monaco di Baviera) e con Dopo (nel 1904 a Saint-Louis). Viene premiato con Monelli napoletani nel 1909 a Parigi.
Giuseppe Renda partecipò alle esposizioni della Società Promotrice di Belle Arti “Salvator Rosa”, e alle prime mostre nazionali. Fu autore di importanti monumenti, tra i quali quelli del generale Enrico Cosenz, di Giacomo Leopardi e il busto di Tommaso Campanella a Chiaia. Monumenti ai caduti di Pazzano, Castellammare di Stabia e Tropea, le sue sculture furono richieste in tutto il mondo,  il suo successo fu nelle sue figure, di nuovi elementi tratti dallo stile liberty, come Donna sorridente 1915, Prima ebbrezza 1895. Creò pure presepi con l'argilla, numerose sono anche le opere di bronzo, tra cui: Bronzo Estasi, Bronzetto Violeta 1908, bronzetti a Reggio Calabria, il Bronzo Dopo e La Fortuna alta sette metri, il cui originale in gesso si trova, insieme ad altre opere donate dagli eredi, nella sede della filiale di Polistena della Banca Monte dei Paschi di Siena (ex Banca Popolare di Polistena). A seguito di un accordo stretto tra Monte Paschi di Siena e il Comune della città natale del Renda, una copia bronzea de "La Fortuna" verrà esposta in Piazzale Bellavista, divenendo liberamente fruibile dai cittadini .

## Citazioni e omaggi
- Nel 1990 viene intitolato a suo nome l'istituto di Polistena comprendente la scuola professionale per i servizi alberghieri e ristorazione e la scuola professionale per i servizi commerciali e turistici.[20][21]
- Nel 1993, sono state esposte, nella rassegna scultura italiana, alcune sue opere del primo novecento come: Fortezza del Priamàr e Savona, a cura del critico d'arte Vittorio Sgarbi.

## Opere
- Allegoria della Fortuna, scultura in bronzo brunito, Museo Fortunato Calleri di Catania
- Monumento ai caduti, scultura in bronzo, situata in piazza Vittorio Veneto a Tropea (VV)

## Galleria d'immagini

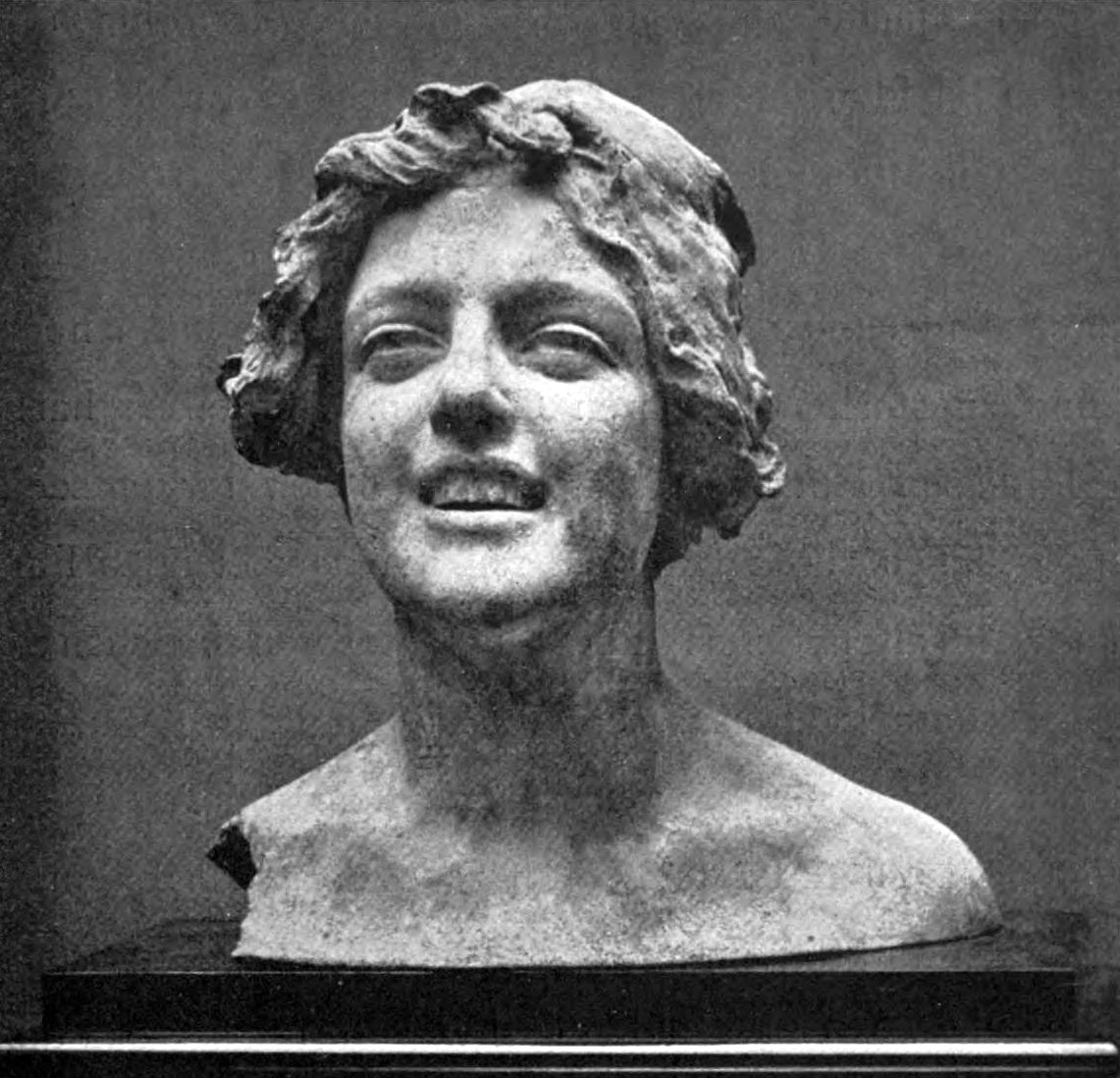
Clara, busto.
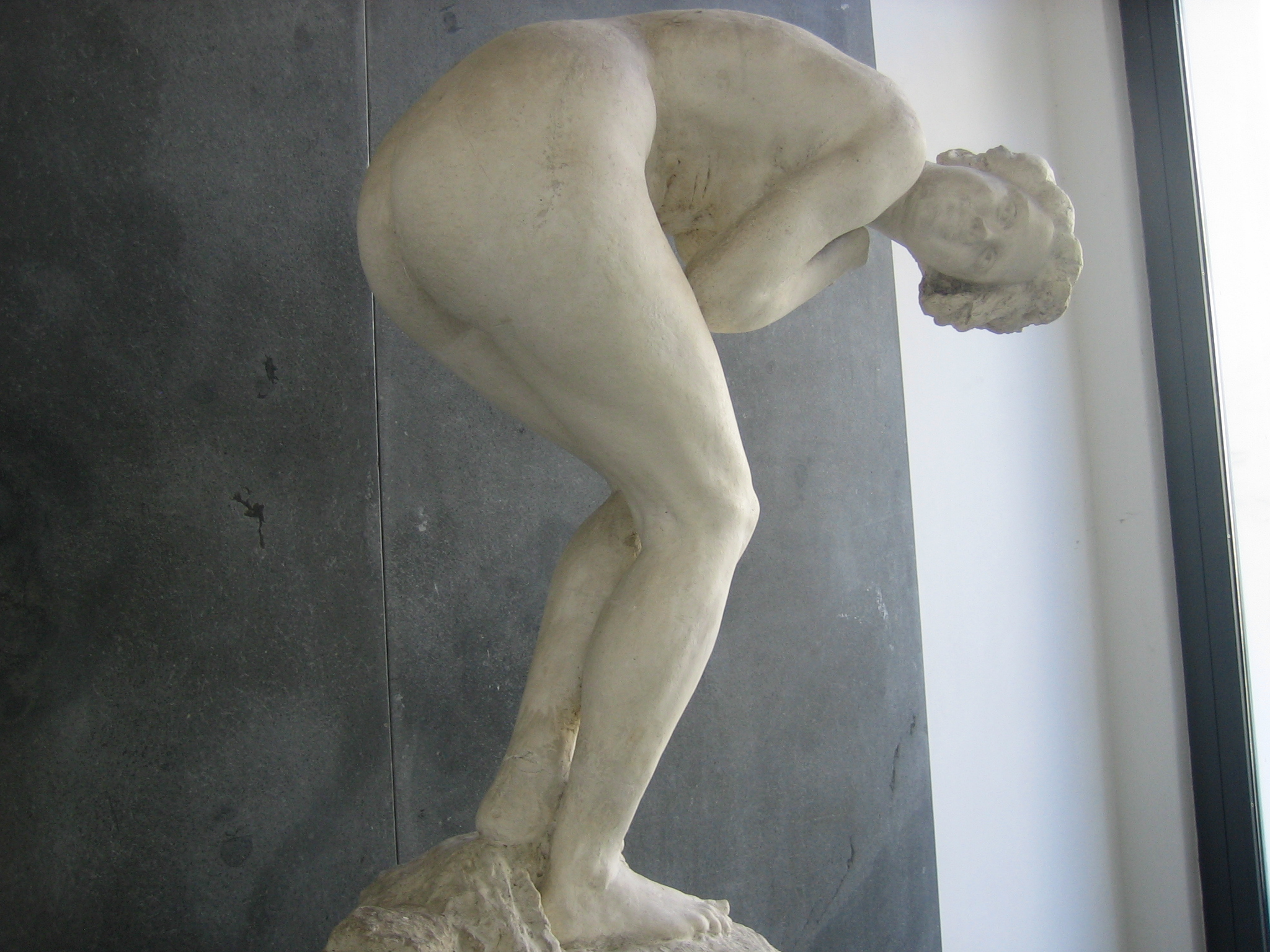
La Giumenta - Museo di San Martino a Napoli